# ПП-91М (ПП-2005)

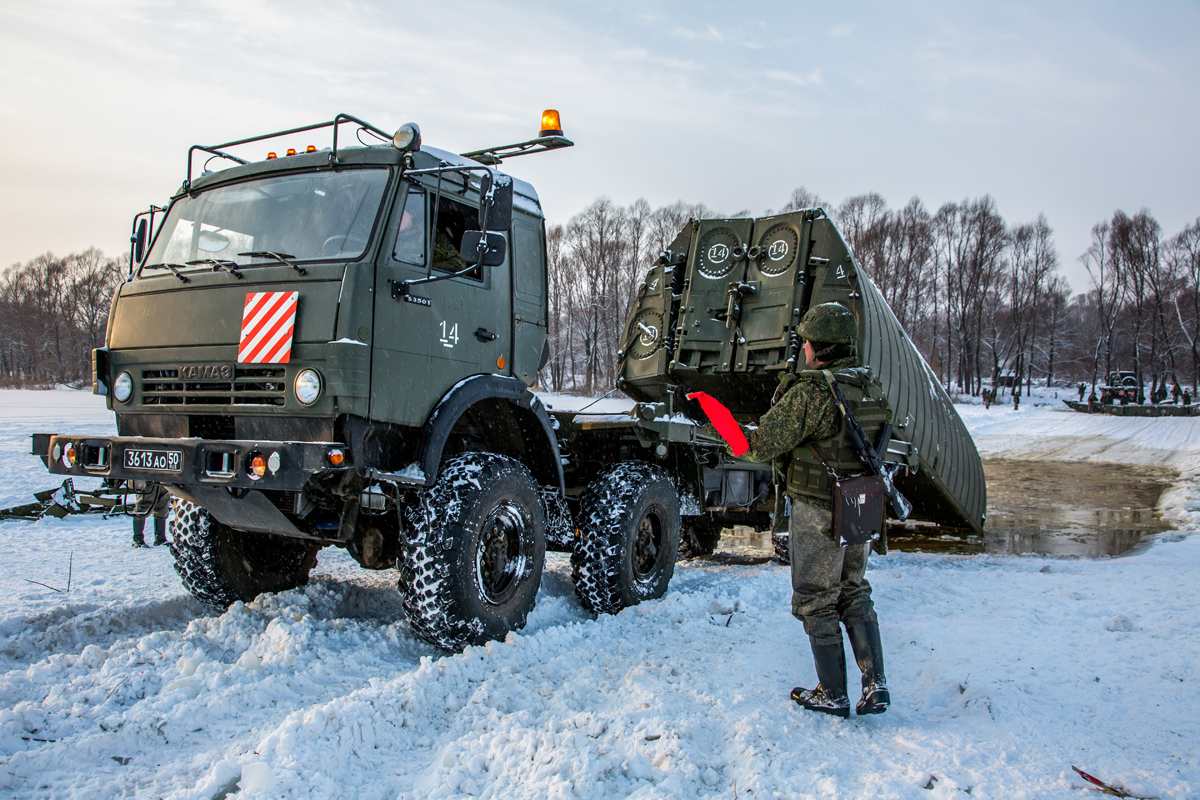
Тренировка по сбросу речного звена ПП-2005, 28-я понтонно-мостовая бригада.

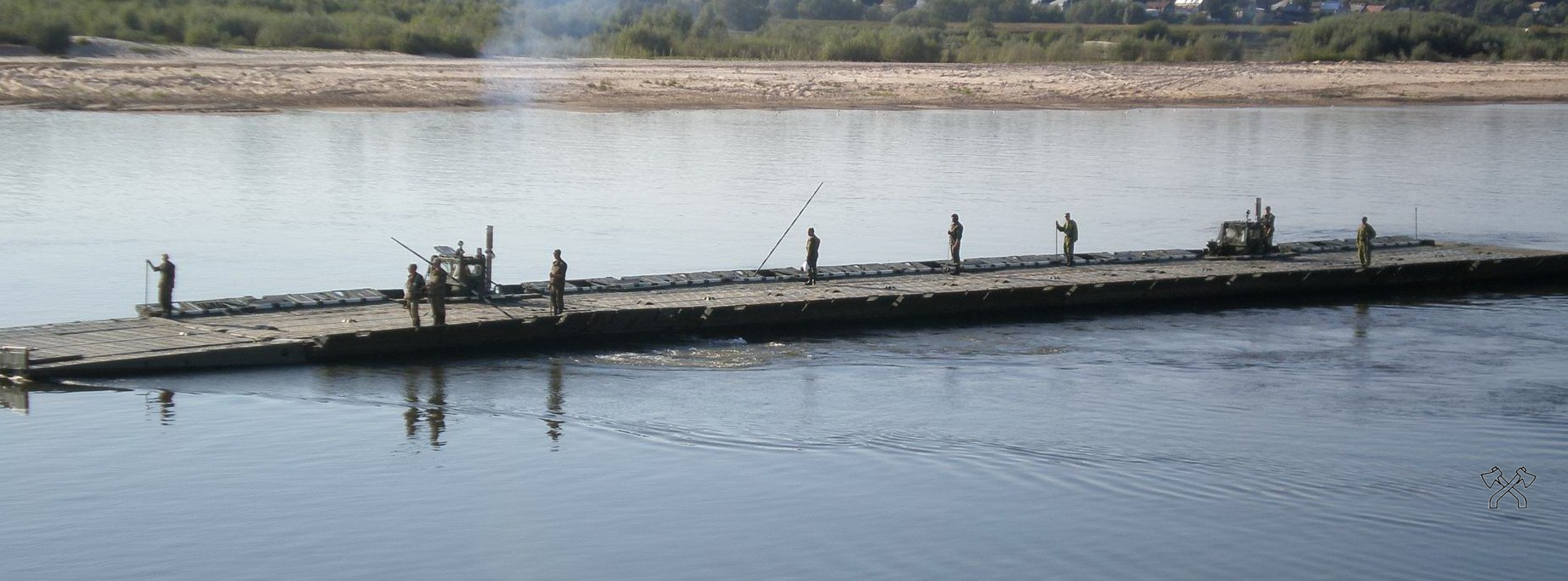
Паром с двумя моторными звеньями МЗ-330 из понтонного парка ПП-91 (ПП-2005)

ПП-91М (Понтонный парк — 91 модели модернизированный, ПП-2005) — понтонный парк разработки КБ «Вымпел», производится на АО «Окская судоверфь».
Разрабатывался в 2006—2010 годах, принят на снабжение ВС РФ приказом от 26 января 2008 года взамен парка ПП-91. Главный конструктор — полковник в отставке, профессор Юрий Николаевич Глазунов. Понтонный парк предназначен для оборудования мостовых переправ под грузы 60 тонн и паромных переправ под грузы 720 тонн.

## Техническое описание

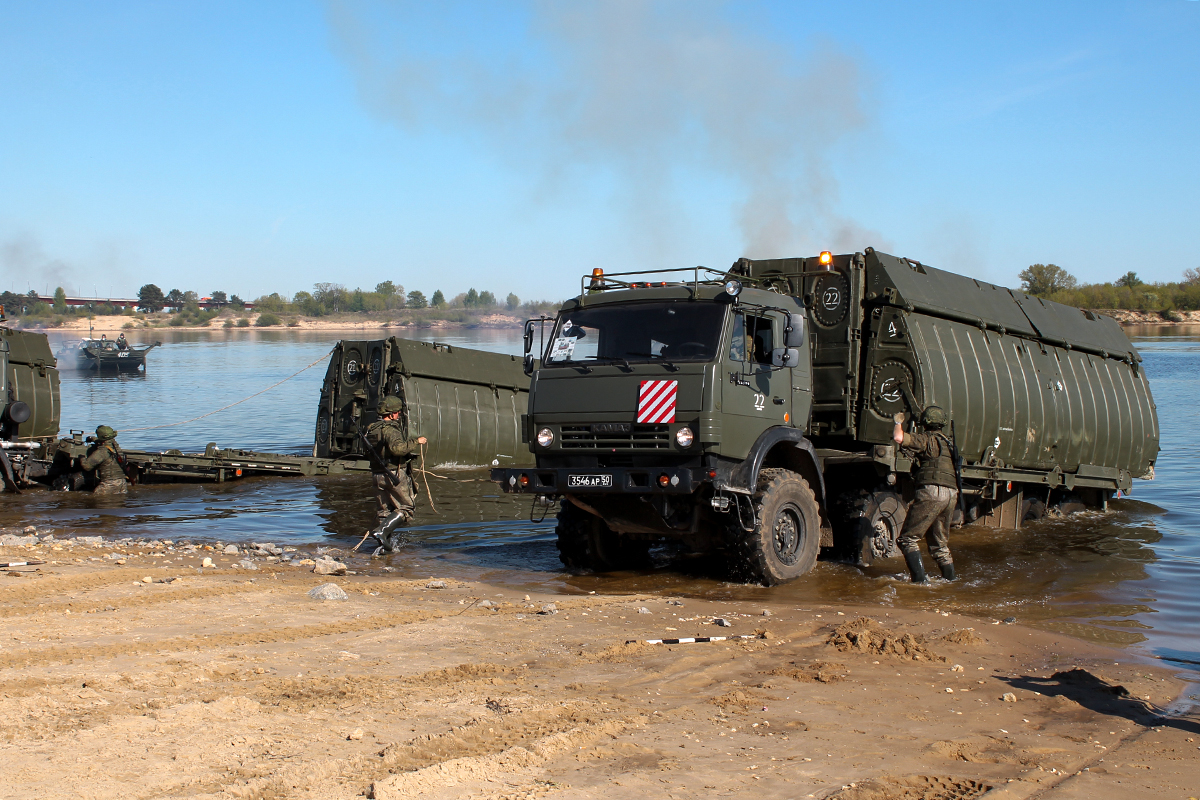
Наведение военнослужащими 28-й понмбр понтонной переправы посредством ПП-2005 через реку Оку.

### Состав парка
- речных звеньев — 32 единицы;
- береговых звеньев — 4 единицы;
- моторных звеньев МЗ-330 — 8 единиц;
- БМК-225 — 4 единицы.

### Понтонный автомобиль
Ниже представлены тактико-технических характеристик автомобилей из комплекта ПП:  
- базовое шасси  КамАЗ-63501
- масса перевозимого груза — 16000 кг;
- масса снаряженного шасси — 10600 кг;
- полная масса — 26800 кг;
- длина шасси — 9670 мм[3];
- ширина — 2550 мм;
- высота по кабине — 3075 мм;
- радиус поворота — 13 (13,9) м;
- максимальная скорость — 75 (90) км/ч;
- глубина преодолеваемого брода — 1,2 (1,75) м;
- двигатель — ЯМЗ-238М2 (КамАЗ-740.50-360).